# 弗里茨·哈伯
弗里茨·哈伯（德語：Fritz Haber，1868年12月9日—1934年1月29日），犹太裔德国化学家，由于发明从氮气和氢气合成氨的工业哈柏法，获得1918年度的诺贝尔化学奖。哈柏法对于制造化肥和炸药很重要。全球一半人口的食品生产目前依赖于用这种方法生产的肥料。哈伯和玻恩共同提出了玻恩－哈伯循环作为评估离子固体晶格能的方法。
因为在第一次世界大战期间他开发和部署氯气和其他毒气的化学武器工作，他也被称为“化學武器之父”。

## 经历

### 早期生涯

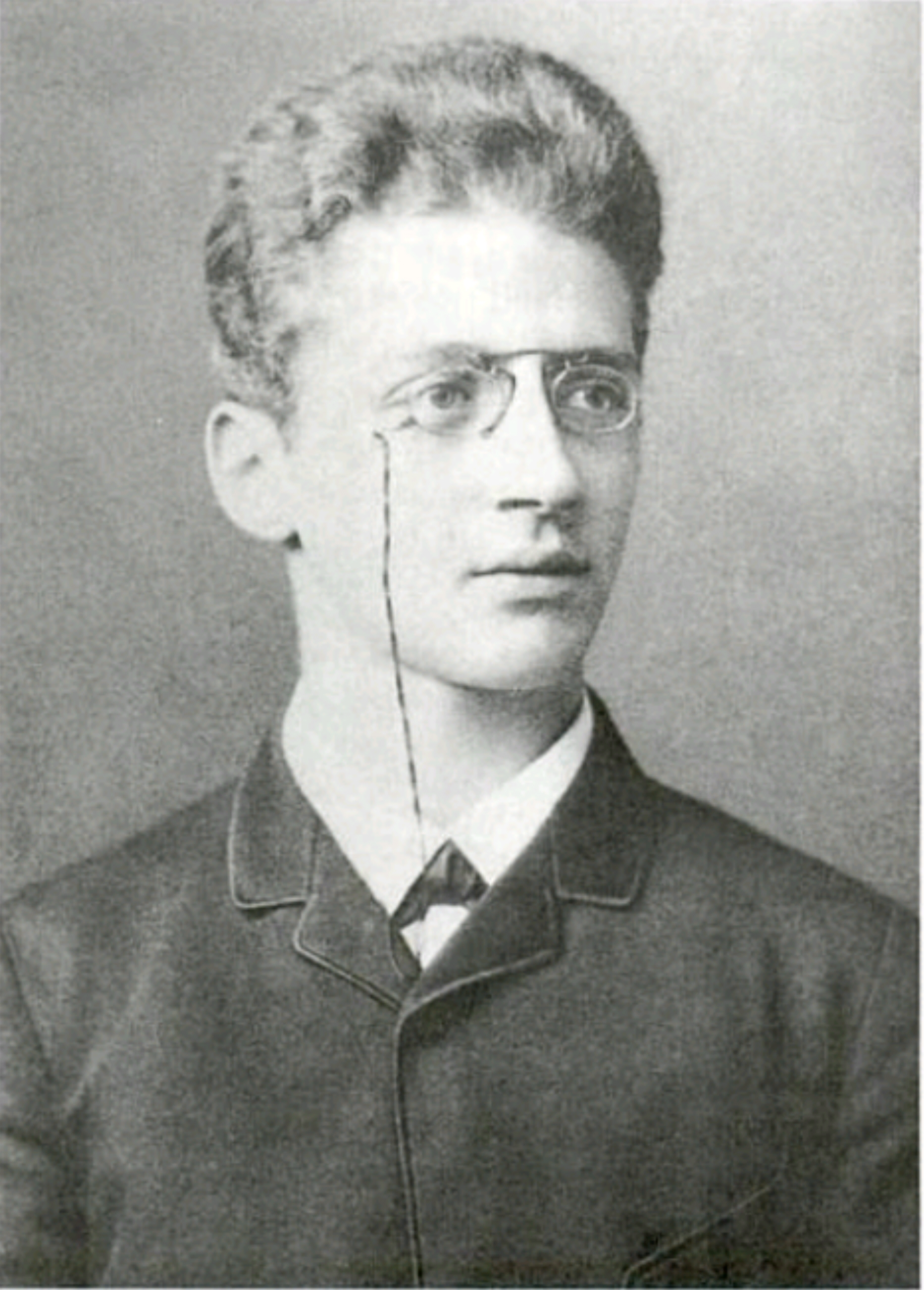
1891年的哈伯

哈伯出生在普魯士王國西里西亚布雷斯劳（现为波兰的弗罗茨瓦夫）的一个犹太人家庭。他的家庭是这个镇最古老的家族之一。哈伯后来从严格的犹太教转换为路德教。
哈伯从小就对化学工业有極浓厚的兴趣。高中毕业后，哈伯先后到柏林、海德堡、苏黎世上大学。上学期间，他还在几个工厂中实习，得到了许多实践的经验。1894年在卡尔斯鲁厄理工学院 （原名卡尔斯鲁厄大学）物理化学系得到了一个助教的位置，并于1896年在那里完成了特许任教资格论文（Habilitation）。1898年成为卡尔斯鲁厄理工学院化学系编外教授。他喜爱德国农业化学之父李比希的伟大职业——化学工业。
1886年入弗里德里希—威廉大学（今柏林洪堡大學）学习化学，师从该校化学系主任霍夫曼教授。1887年短暂就读于海德堡大学，师从罗伯特·本生；之后回到柏林，就读于柏林工业大学。1891年5月获得弗里德里希-威廉大学博士学位。1892年曾短暂在苏黎世联邦理工学院学习，师从德国化学家乔治·伦哥（另一位罗伯特·本生的弟子）。
在开始自己的学术生涯之前，他曾在他父亲的化工企业工作，但发现无法与其父亲和谐共事。

### 大学时代
在弗里茨所属的卡尔斯鲁厄理工学院化学工程学院，有两位首席教授汉斯·班特和卡尔·恩格勒。弗里茨（Fritz）在邦特（Bunte）领导下学习，但也曾与英格勒一起从事石油研究。弗里茨也受惠于同一个研究室的朋友，发挥了才能。弗里茨在1896年发表的论文《碳氢化合物分解的实验研究》引起了学术界的关注，并被提升为可以在同年从无偿助手中获得演讲收入的私人讲师。

## 诺贝尔奖
在1894年到1911年卡尔斯鲁厄理工学院期间的，哈伯和卡尔·博施合作开发哈伯-博施法（哈伯法），利用氢和空气中的氮在高温高压的条件下进行催化形成氨。
为表彰哈伯的这一贡献，瑞典皇家科学院把1918年度的诺贝尔化学奖颁给了哈伯（延遲一年頒發，他实际上获得该奖项于1919年）。
哈伯-博施法使人类从此摆脱了只能依靠天然氮肥矿产资源，特别是硝酸鈉的被动局面，加速了世界农业的发展，糧食產量因此大幅增加。哈伯也从此成了世界闻名的大科学家。每年世界生产合成氮肥目前超过1亿吨。有人認為 哈伯-博施法養活今日世界一半的人口。
他还积极参与燃烧反应，从海水中分离金，吸附效果，电化学，和自由基的研究（见Fenton试剂）的研究。在1911年至1933年期间，他的很大一部分工作是在位于柏林的物理化学和电化学威廉皇帝研究所里所做的。在1953年，这个研究所改名弗里茨哈伯研究所纪念他。

## 第一次世界大战
在第一次世界大战中，哈伯担任化学兵工厂厂长时负责研制、生产氯气和其他毒气，并使用于堑壕战战争之中，造成近百万人伤亡，尽管1907年的海牙公约取缔毒气武器。按照他自己的说法，这是“为了尽早结束战争”。
在第一次世界大战中，毒气战在某种意义上是化学家的战争，是哈伯对垒法国诺贝尔奖获得者化学家维克多·格林尼亚。关于战争与和平，哈伯曾经说过，“在和平时期，一个科学家是属于全世界的，但是，在战争时期，他是属于他的国家的。”这是化学家面临当时的伦理困境的一个例子。

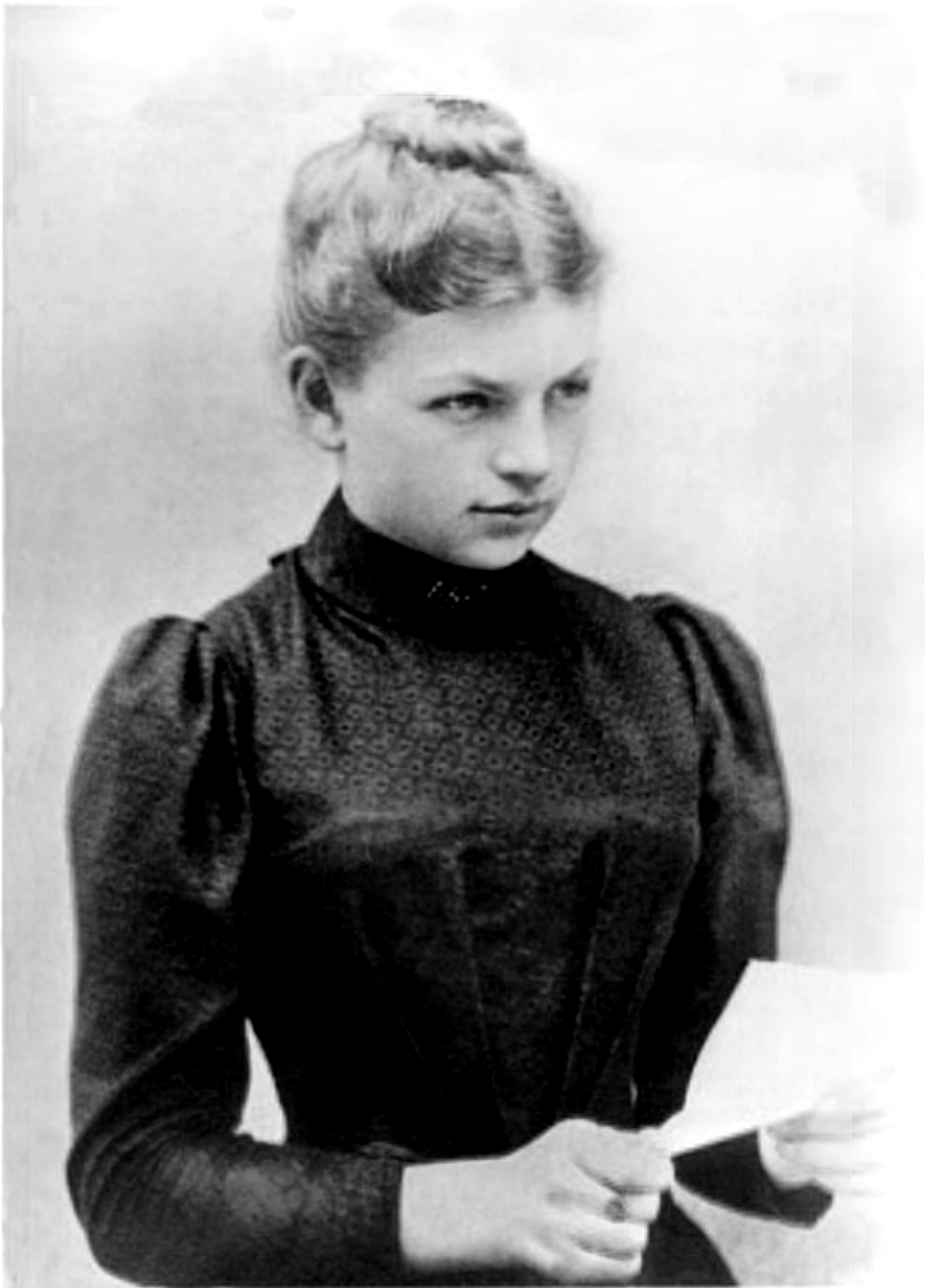
克拉拉·伊梅瓦尔

哈伯髮妻克拉拉·伊梅瓦尔也是化學博士，同時亦是一名活躍女權及反戰分子，因此非常反對丈夫提倡化學武器，更曾於反戰團體中公開斥責其毒氣戰暴行泯滅人性，導致夫妻之間失和婚姻關係緊張。1915年4月22日，哈伯親赴比利時伊普爾督導施放氯氣，拉開第二次伊普爾戰役的序幕。哈伯的毒氣當日即斃傷七千餘名英法官兵，震動全歐，哈伯因此凱旋歸國、獲晉上尉軍銜及軍部到府舉辦官方慶功宴，但亦因此將反戰的妻子情緒迫至崩潰邊緣。5月1日晚上宴會過後，兩夫妻大吵一架，哈伯依然堅持愛國立場紋絲不動，克拉拉最終因此情緒崩潰，寫下遺書並於丈夫睡著後盜走其魯格配槍，走到花園死諫抗議、飲彈自盡。哈伯發現妻子自殺後，翌日仍忍痛盡忠職守，繼續原定行程奔赴東歐前線督導毒氣施放，將妻子後事留給兒子處理。
另外，未来的诺贝尔奖获得者詹姆斯·弗兰克，古斯塔夫·赫兹和奥托·哈恩在哈伯单位的部队服役。

## 战后
在20世纪20年代，由于德國簽訂凡爾賽條約，背負了天文數字的戰爭賠款，哈伯又替祖国做了从海水中提取黄金的试验，并发表一些论文。但由于黄金溶解于海水的含量太低，哈伯最后宣告从海水中提取黄金不是经济可行的。
1934年初被派遣去英屬巴勒斯坦理化学研究所任职，當德國政府要他開除其他猶太裔科學家時，他無法同意，決定逃往瑞士，最後在日內瓦死於心臟病。

## 逝世之后

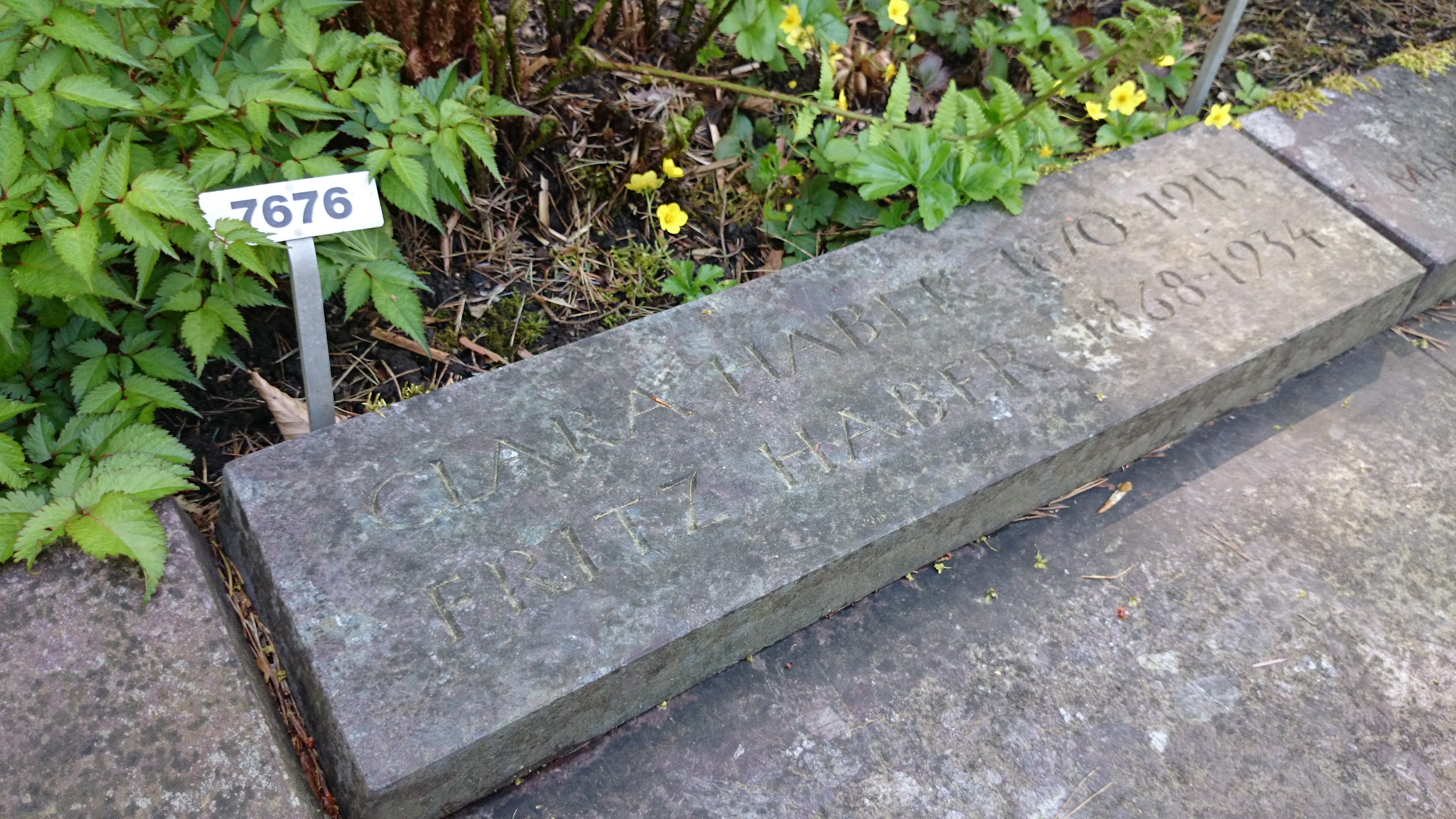
弗里茨·哈伯和克拉拉·哈伯(本名为伊梅瓦尔)的墓地，位于瑞士巴塞尔的Hörnli公墓。

1933年，哈伯在英国短暂逗留时，哈伊姆·魏茨曼向他提供了在研究所（现为魏茨曼科学研究学院）担任董事的职务，位于巴勒斯坦托管地的雷霍沃特。他接受了，并在从心脏发作恢复之后，于1934年1月离开前往中东。1934年1月29日哈伯因突发心脏病逝世于短暂逗留的瑞士的巴塞尔。他的遗体被火化，骨灰与克拉拉的一起，被埋葬在巴塞尔的公墓。他把他的丰富的私人图书馆留给了研究所。
哈伯去世后，他的直系家庭离开了德国。他的第二任妻子夏洛特与子女定居在英国。其第一次婚姻的儿子赫尔曼·哈伯，在第二次世界大战期间移居到美国。但由于父亲的化学武器工作令他感到羞愧而于1946年自杀。。1919年弗里茨·哈伯发明的作为农药杀虫剂的齐克隆B在二战期间被纳粹德国用来死亡集中营的屠杀犹太人的毒气武器，而哈伯的一些家族成员也死于纳粹集中营，包括他同父异母的姐姐弗里达的女儿希尔德-格吕克斯曼、她的丈夫和他们的两个孩子。
他的一个孩子，路德维希·卢茨·弗里茨·哈伯（1921年—2004年），成为第一次世界大战的化学战的著名历史学家，1986年出版了一本有关毒气历史的书名为《毒云》（The Poisonous Cloud）。

## 参看
- 诺贝尔化学奖得主列表
- 猶太人諾貝爾獎得主列表